# ناحیه مانلیوس، شهرستان بورا، ایلینوی
ناحیه مانلیوس، شهرستان بورا، ایلینوی (به انگلیسی: Manlius Township) یک منطقهٔ مسکونی در ایالات متحده آمریکا است که در شهرستان بورا، ایلینوی واقع شده‌است. ناحیه مانلیوس ۶۵۳ نفر جمعیت دارد و ۲۱۴ متر بالاتر از سطح دریا واقع شده‌است.